# Cerva
Cerva község (comune) Olaszország Calabria régiójában, Catanzaro megyében.

## Fekvése
A megye északkeleti részén fekszik. Határai: Andali, Belcastro, Cropani, Petronà és Sersale.

## Története
A települést San Giovanni della Croce néven cosenzai telepesek alapították a 18. század elején. A 19. század elején Andali része lett, önálló községgé 1850-ben vált.

## Népessége
A népesség számának alakulása:

## Főbb látnivalói
- Madonna dell’Immacolata-templom
- SS. Rosario-templom